# De Holle Roffel

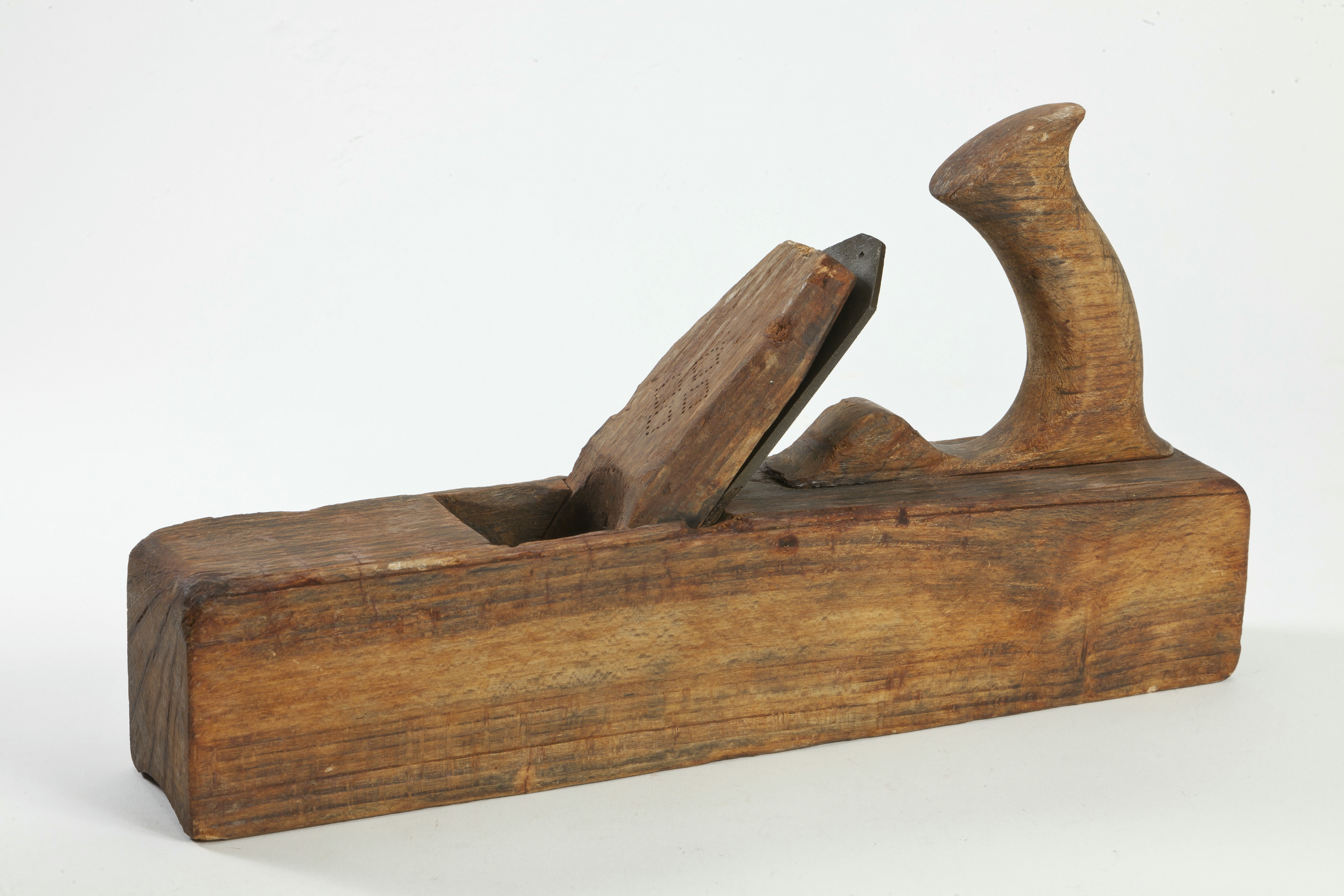
Een holle roffel

Ambachts- en gereedschapmuseum 'De Holle Roffel' is een gereedschapsmuseum dat sinds 2003 is gevestigd in het kerkgebouw aan de Markt te Kruisland (Noord-Brabant). De naam van het museum is ontleend aan de holle roffel, een type schaaf uit de 17e eeuw.

## Geschiedenis
Het museum is opgericht in 1991. Het is gericht op ambachtelijke gereedschappen uit het begin van de 20e eeuw. De verzameling is opgezet door timmerman Dami Koevoets, hij werkte bij Jacobs Timmerfabriek te Kruisland en kon daar zijn groeiende collectie onderbrengen. Nadat het pand werd werd gesloopt vond het museum in 2003 onderdak in de voormalige Nederlands Hervormde kerk van Kruisland. Het kerkje werd, met behoud van de eigenheid ervan, ingericht en opgeknapt door vrijwilligers.

## Verzameling
De verzameling omvat gereedschappen van ambachten als: metselaar, loodgieter, timmerman, schoenmaker, kuiper, schilder, klompenmaker, rietdekker, steenhouwer en smid. Al deze ambachten waren in Kruisland vertegenwoordigd. Ook is er een sokkenbreimachine en graanmolentje.